# Wydział Nauk Biologicznych Uniwersytetu Kazimierza Wielkiego w Bydgoszczy
Wydział Nauk Biologicznych Uniwersytetu Kazimierza Wielkiego w Bydgoszczy – jeden z 9 wydziałów Uniwersytetu Kazimierza Wielkiego w Bydgoszczy. Jego siedziba znajduje się przy al. Ossollińskich 12 w Bydgoszczy. Powstał w 2005 r.

## Struktura organizacyjna
| Jednostka                              | Kierownik                                   |
| -------------------------------------- | ------------------------------------------- |
| Katedra Biochemii i Biologii Komórki   | prof. dr hab. Joanna Moraczewska            |
| Katedra Biologii Ewolucyjnej           | prof. dr hab. Sławomir Kaczmarek            |
| Katedra Biologii Środowiska            | dr hab. Magdalena Twarużek, prof. UKW       |
| Katedra Biotechnologii                 | dr hab. inż. Grzegorz Kłosowski, prof. UKW  |
| Katedra Fizjologii i Toksykologii      | prof. dr hab. inż. Jan Grajewski            |
| Katedra Genetyki                       | prof. dr hab. Jarosław Burczyk              |
| Katedra Hydrobiologii                  | dr hab. Krystian Obolewski, prof. UKW       |
| Katedra Mikrobiologii i Immunobiologii | dr hab. Ewa Dembowska, prof. UKW            |
| Ogród Botaniczny                       | dr hab. Barbara Waldon-Rudzionek, prof. UKW |

## Kierunki studiów
- biologia (studia I i II stopnia)
- biotechnologia (studia I i II stopnia)
- ochrona środowiska (studia I stopnia)

## Władze Wydziału
W kadencji 2020–2024:
| Stanowisko                 | Imię i nazwisko                       |
| -------------------------- | ------------------------------------- |
| Dziekan                    | dr hab. Magdalena Twarużek, prof. UKW |
| Prodziekan ds. kształcenia | dr Renata Hoffmann                    |